# Chasmistes muriei
Espèce
Synonymes
- Chasmistes murieri (misspelling)[3]

Statut de conservation UICN

 EX  : Éteint
Le Meunier de la rivière Snake, Chasmistes muriei, est une espèce de poissons à nageoires rayonnées de la famille des Catostomidae.

## Description
Il était endémique de la rivière Snake en aval du barrage du lac Jackson dans le Wyoming. Il est maintenant considéré comme une espèce éteinte.
Cette espèce n'est connue que par un seul spécimen.